# Uniform Resource Locator
Uniform Resource Locator (URL, česky jednotný lokátor zdroje, běžně označované jako webová adresa) je řetězec znaků, který slouží k přesné specifikaci umístění zdrojů informací na Internetu. Nejběžnějším zdrojem je webová stránka (protokol HTTP/HTTPS), ale používá se i řada dalších, například sdílené úložiště souborů (FTP) nebo e-mailová schránka (mailto). V internetovém prohlížeči se zadává a zobrazuje v adresním řádku.
Termín URL bývá zaměňován se souvisejícím, ale o něco obecnějším URI – Uniform Resource Identifier (česky jednotný identifikátor zdroje).

## Charakteristika

Eulerův diagram vztahu mezi URI, URN a URL

Adresa URL má svoji pevně danou strukturu, skládá se z jednotlivých částí (polí) řazených v určeném pořadí a oddělovaných určenými znaky. Některá pole jsou nepovinná – buď nemají význam, nebo se předpokládá předdefinovaná hodnota, závislá např. na schématu (např. pro protokol HTTP je implicitní port 80, pro HTTPS port 443), nebo na aplikaci (pro webový prohlížeč se předpokládá protokol HTTP/S).
Základní možné schema URL a příklad pro WWW stránku:
```
protokol://server.doména2.doména1:port/cesta/název?dotaz#kotva
```

```
https://cs.wikipedia.org:443/w/index.php?title=URL
```

- protokol: https – určuje způsob přenosu dat a závisí na jejich typu (webový protokol http doplněný o šifrování)
- server: cs – název serveru (počítače), který poskytuje soubor webových stránek – website (server obsahující českou Wikipedii)
- doména druhého řádu: wikipedia (doména spravovaná nadací Wikimedia)
- doména nejvyššího řádu: org – (.org původně určená pro neziskové organizace)
- port: 443 – číslo komunikačního kanálu (zde nadbytečný parametr, protože port 443 je určen protokolem https)
- cesta: w/ umístění na serveru (složka w)
- název: index.php – jméno souboru (včetně přípony) na serveru (zde webový index v jazyce PHP)
- dotaz (?): title=URL – požadavek na formulářová data (metody POST a GET), za otazníkem následuje dotazovaný parametr (title) a jaké se má rovnat hodnotě („URL“); více dotazů se odděluje ampersandem (&)
- kotva (#): příklad viz níže – odkazuje na určitou část (místo) vybraného dokumentu

Příklad kotvy odkazující na kapitolu „Členové“ v článku o kapele The Velvet Underground:
```
http://cs.wikipedia.org/wiki/The_Velvet_Underground#Členové
```

- Kotva slouží jako odkaz nejen na určitý zdroj, ale i na určité informace ve zdroji. V HTML se kotva konstruuje pomocí párové značky „a“ s atributem „name“, popř. pomocí atributu „id“ dostupného pro většinu značek. Označení kotvy musí být v rámci dokumentu unikátní:

```
<
a
 
name
=
"nazev_kotvy"
></
a
>

<
span
 
id
=
"zpravy"
>
Aktuální zprávy
</
span
>

```

Protože ta část internetu, která obsahuje webové stránky, se nazývá World Wide Web, je historickým zvykem označovat název webového serveru (website) předponou www., například https://www.google.com. Její použití je však nepovinné jak při pojmenování serveru (např. Wikipedie ji nepoužívá), tak při zadávání adresy – nemá zpravidla rozlišovací funkci, https://google.com je stejným adresátem.